# روین (کارولینای شمالی)
روین (به انگلیسی: Erwin) شهری در ایالت کارولینای شمالی کشور ایالات متحده آمریکا است که جمعیت آن در سرشماری سال ۲۰۱۰ میلادی، ۴٬۴۰۵ نفر بوده‌است.